# Le Batteux
François Julien Le Batteux, né au Mans le 19 janvier 1766 et mort à Redon le 7 décembre 1800 est une personnalité de la Révolution française, agent de Jean-Baptiste Carrier et éclaireur opérant dans le Morbihan avec l'armée de l'adjudant-général Avril.

## Biographie
Né au Mans en 1766, il est cuisinier des bénédictins de Redon, puis se marie et tient à Redon l'auberge de son beau-père à l'enseigne de « La tête noire ». Le Batteux possède une certaine éloquence, est relativement instruit, ce qui lui permet d'entrer au comité de district en 1791 et de devenir directeur des postes. Le 4 avril 1793, il est à la tête d'une force armée pour rétablir l'ordre à Assérac, Fégréac et Saint-Jean-des-Marais (Loire-Atlantique). Il conduit ses hommes dans le Morbihan et fait parler de lui dans les districts de Malestroit, Caro et Ploermel. Le 3 septembre, il est lieutenant de la compagnie des grenadiers de la garde nationale de Redon. Il a 27 ans et une ambition sans limite.
Très autonome, il agit pour son compte autant que pour celui de la République. Débordant Avril, il multiplie les pillages, les taxations, les réquisitions abusives et les arrestations.
La colonne de Le Batteux laisse un souvenir particulièrement sanglant à Questembert ou à Noyal-Muzillac.
Bernard Thomas Tréhouart, représentant en mission dans le Morbihan, se méfiait de lui. Les plaintes se multiplient. Tréhouart dissout alors le corps d'Avril et fait arrêter Le Batteux.
Dédaignant Tréhouart, Carrier ordonne au général Tribout, supérieur de Le Batteux, de le faire relâcher. Carrier tient à celui-ci car il lui a rendu de précieux services juste avant la bataille de Savenay 1793 lorsqu'il surveillait la marche vers le sud de l'armée blanche dans la direction de Redon. Le Batteux avait divulgué la descente vers Savenay, permettant à Carrier de prendre des arrêtés qui, coupant les ponts de l'Isac et du Don, gardant les routes latérales, canalisèrent les vaincus du Mans et les engloutirent dans la nasse où les attendait l'armée de Turreau.

## Sources
- Jacques Berriat Saint Prix,La justice révolutionnaire à Paris et dans les départements , Chapitre XVIII, éd. Dumoulin, Paris, 1863
- Armel Marquer, Le châtaignier dans la tempête: ou Questembert pendant la Révolution, 1789-1802, p.142, 150-154, "d. Liv'éd., 2000,  (ISBN 291355508X)
- (en) Richard Cobb, Les armées révolutionnaires, éd. Yale University Press, 1987,  (ISBN 0300027281)
- Ecole pratique des hautes études, Section des sciences économiques et sociales, Richard Cobb, Société, mouvements sociaux et idéologies, vol. 2,p. 583-587, éd. Mouton, 1963